# Nicholas Kaldor
Nicholas Kaldor (n. 12 mai 1908; d. 30 septembrie 1986) a fost un economist britanic de origine maghiară, profesor la Cambridge.
1. 1 2  Autoritatea BnF, accesat în 10 octombrie 2015
2. 1 2  Nicholas Kaldor, Hrvatska enciklopedija[*]
3. ↑  Nicholas Kaldor, Babelio
4. 1 2  „Nicholas Kaldor”, Gemeinsame Normdatei, accesat în 27 aprilie 2014
5. 1 2  Nicholas Kaldor, SNAC, accesat în 9 octombrie 2017
6. ↑  Калдор Николас, Marea Enciclopedie Sovietică (1969–1978)[*]
7. ↑  „Nicholas Kaldor”, Gemeinsame Normdatei, accesat în 14 decembrie 2014
8. ↑  Nicholas Kaldor, Brockhaus Enzyklopädie
9. ↑  „Nicholas Kaldor”, Gemeinsame Normdatei, accesat în 31 decembrie 2014
10. ↑  Notable Names Database
11. ↑  Autoritatea BnF, accesat în 10 octombrie 2015
12. ↑   https://www.econometricsociety.org/society/organization-and-governance/fellows/memoriam, accesat în 6 aprilie 2023 Lipsește sau este vid: |title= (ajutor)
13. ↑  Trois siècles d'université en Bourgogne[*] Verificați valoarea |titlelink= (ajutor)